# Fachschule für Werbung und Gestaltung Berlin
Die Fachschule für Werbung und Gestaltung (FSWG) in Berlin-Oberschöneweide war eine Ausbildungsstätte für Gebrauchsgrafik, Öffentlichkeitsarbeit und Ausstellungsgestaltung.

## Geschichte
1892 wurde durch den Berliner Magistrat die II. Handwerkerschule Berlin gegründet. Erster Direktor wurde der Ingenieur und Bootsbauer Hermann Tradt (bis 1913). 1932 fand die Umwandlung dieser Kunstgewerbe- und Handwerkerschule in die Höhere Graphische Fachschule Berlin statt. Am 4. Mai 1936 wurde die Einrichtung auf Anordnung der NS-Reichsfachschaft deutscher Werber in Höhere Reichswerbeschule und 1938 in Werbefachliche Lehranstalt umbenannt. Durch einen Luftangriff im Februar 1945 wurde das Schulgebäude in der Andreasstraße, das über 40 Jahre als Domizil gedient hatte, zerstört. Im Oktober 1945 wurde die Ausbildungsstätte als Meisterschule für Grafik und Buchgewerbe durch den Berliner Magistrat wiedereröffnet. Mit einer deutlichen Abgrenzung zur Werbefachschule der Nationalsozialisten sollte das grafische Gewerbe und die Buchkunst wieder in den Vordergrund der Ausbildung gerückt werden. Dabei besann sich die Schule wieder auf die Traditionen der Höheren Graphischen Fachschule Berlins.
Infolge der Teilung Berlins verzog 1949 ein Teil der Schule nach West-Berlin, um in der Hochschule für Bildende Künste Berlin aufzugehen. In Ost-Berlin wurde die Berliner Fachschule für Grafik, Druck und Werbung aufgebaut, wo neben der Abteilung Grafik auch die Abteilung Werbung eingerichtet wurde. Die Einrichtung war auch als Fachschule für angewandte Kunst Berlin-Schöneweide bekannt. 1952 zog die Berliner Fachschule für Grafik, Druck und Werbung nach Oberschöneweide in die Nalepastraße 203/205, in den Nordflügel eines 1914 erbauten Schulgebäudes. Insgesamt 22 Klassenräume und 9 Werkstatträume wurden neu eingerichtet. Es entstand eine Fachschule mit einem in der DDR einmaligen Profil. 1955 wurde die Fachschule für Angewandte Kunst Potsdam als Außenstelle Potsdam eingegliedert.
Seit 1967 führte die Ausbildungsstätte den Namen Fachschule für Werbung und Gestaltung (FWG) und unterrichtete neben Direkt- auch Fernstudenten. Absolventen der Fachschule arbeiteten nach der Ausbildung in Werbeabteilungen der Kombinate und Betriebe, in der DEWAG-Werbung, der Interwerbung, in Betrieben des Außen- und Binnenhandels, in Verlagen, Redaktionen, Theatern, Museen und in staatlichen und gesellschaftlichen Einrichtungen.
Die FWG unterhielt seit den 1970er Jahren Kooperationsbeziehungen mit der DEWAG-Werbung, dem Leipziger Messeamt, der Deutschen Bauakademie, Verlagen, dem Handel und der Industrie.
Ab 1972 fanden in der Fachschule RGW-Lehrgänge für leitende Werbefachleute der Ostblockstaaten statt. In dieser Zeit wurden auch langfristige Kooperationsvereinbarungen mit Betrieben und Organisationen abgeschlossen, in denen es um die Gestaltung von Werbung ging, unter anderem für
- die DEWAG-Werbung,
- den Verband Deutscher Konsumgenossenschaften,
- das Leipziger Messeamt,
- die VVB Centrum.

1989 zählte die FWG elf Mitarbeiter in Forschung und Lehre, 18 Angestellte, 37 Lehrkräfte und 100 Studenten. 1990 stellte das Kollegium der Fachschule an das Land Berlin einen Antrag zur Umwandlung in eine Fachhochschule. Künftig sollte die Fachhochschule 600 Studierende im Direktstudium und 90 im Fern- und Abendstudium ausbilden. Diese Pläne wurden jedoch nicht realisiert. 1993 wurde die Fachschule für Werbung und Gestaltung Berlin abgewickelt. Die Außenstelle Potsdam ist in der Fachhochschule Potsdam aufgegangen.

## Fachbereiche
Mit einer dreijährigen Ausbildungszeit wurden folgende Ausbildungen angeboten:
- Messe- und Ausstellungsgestalter,
- Buch- und Pressetypograf,
- Gebrauchsgrafiker,
- Werbeökonomie (ab 1964; z. B. für Werberegie, Werbetext und Werbemethodik)[1]

und ab 1955 im Schulteil Potsdam
- Farb- und Oberflächengestalter für das Bauwesen sowie
- Restaurator

Eine Hochschulausbildung auf dem Gebiet der Gebrauchsgrafik oder der Buch- und Schriftgrafik war nach dem Abschluss der FWG an der Kunsthochschule Berlin-Weißensee, der Hochschule für Grafik und Buchkunst Leipzig und an der Hochschule für industrielle Formgestaltung Halle, Burg Giebichenstein möglich.

## Direktoren
- 1952 bis 1955: Heinrich Ilgenfritz
- 1955 bis 1973: Werner Nerlich
- 1973 bis 1983: Erhart Bauch
- 1983 bis 1991: Günter Knobloch

## Lehrer (ergänzen)
- Ingo Arnold
- Paul August
- Erhard Bellot

- Otto Bertl
- Walter Bullert
- Heinrich Burkhardt
- Jochen Finke
- Matthias Frach (* 1951)
- Wolfgang Geisler
- Rudolf Grüttner
- Matthias Gubig
- Brigitte Handschick
- Rolf Hartmann (* 1935)
- Paul Hohler (1899–1962), Grundlagenstudium
- Günter Junge
- Gregor Krauskopf
- Kurt-Hermann Kühn
- Karl-Heinz Lange
- Ralf-Jürgen Lehmann
- Klaus Lubina, Visuelle Gestaltung
- Utz-Jürgen Müller
- Walter Nehmer (* 1898)
- Manfred Paul
- Edith Rimkus-Beseler, Fotografie
- Wulff Sailer, Grundlagenstudium
- Karl-Heinz Schäfer (* 1932)
- Hans Schindler
- Heinz Schmäu, Leiter der technischen Werkstätten.
- Heinz Schumann
- Wolfgang Thiel, Außenstelle Potsdam
- Heinz Unzner (* 1925), Buchgestaltung
- Bernhard Wittwer
- Ottfried Zielke